# Sarah Vowell
Sarah Vowell, född 27 december 1969 i Muskogee, Oklahoma, är en amerikansk författare och journalist.
Vowell är känd från radioprogrammet This American Life, men har även gjort några roller i filmer och TV-serier.

## Filmografi (urval)
- 2018 – Superhjältarna 2 (röst som Violet Parr)
- 2006-2007 - Six Degrees (gästroll i TV-serie)
- 2004 – Superhjältarna (röst som Violet Parr)